# Entracque
Entracque (Antràigue o Entràiguas in occitano o provenzale alpino, Entràive in piemontese, Entraque fino al 1940) è un comune italiano di 775 abitanti della provincia di Cuneo in Piemonte, all'interno della comunità montana delle Alpi del Mare e di parte del Parco delle Alpi Marittime.

## Geografia fisica
Nel territorio del comune sono presenti due importanti dighe artificiali gestite dall'Enel che vengono sfruttate per la produzione di energia idroelettrica. La prima si trova ai piedi delle montagne, appena fuori dal paese, in località Piastra; la seconda è la diga del Chiotas, di dimensioni maggiori, che si trova a circa 20 minuti di auto (più un'ora circa di cammino, oltre il lago della Rovina) dalla prima, ed è raggiungibile anche tramite bus navetta. Subito sopra si trova il rifugio Genova-Figari, dove si sono tenute diverse edizioni del concerto di Ferragosto (l'ultima nell'agosto 2008).
Rinomata stazione turistica fin dal primo '900, grazie alla vicina Riserva Reale di Caccia, con una popolazione fluttuante di 5.000-6.000 presenze soprattutto turistiche, che qui trova alloggio soprattutto in "seconda casa", il comune si rivolge sia al turismo estivo, sia a quello invernale, disponendo di 3 impianti di risalita (1 seggiovia e 2 skilift), per un totale di quasi 2 km per lo sci alpino, nonché circa 40 km di piste di fondo che hanno anche ospitato gare di rilevanza nazionale e internazionale.

## Origini del nome
Entracque deriva dal latino Intra aquas, cioè "tra le acque". Tale è appunto l'ubicazione di Entracque, essendo bagnata da tre corsi d'acqua: torrente Gesso, rivo Bousset e rivo Pramalbert (o Colletta), che divide in due il paese.
Questa stessa origine è riscontrabile nelle Alpi occidentali a Introd e a Entrèves, in Valle d'Aosta.

## Storia

### Le origini
Non è facile precisarne le origini: documenti esistenti presso la parrocchia e presso il Comune parlano di origini ultracentenarie e di tradizioni immemorabili. La presenza di migliaia di figure simboliche (15.000 e più), incise probabilmente nel periodo di transizione dal Neolitico all'Età del Bronzo, sulle rocce di Valmasca, Fontanalba, Val Lauretta, Colle del Sabbione, fino al 1947 appartenenti al Comune di Entracque, e del lago Vej del Bouc ci possono portare a credere che queste zone fossero luoghi di frequentazione, ma soprattutto vie di percorrenza, di gruppi umani protostorici e più tardi delle antiche popolazioni liguri. E, ancora, la presenza di una colonia romana a Pedona (Borgo San Dalmazzo) e le rovine di un tempio romano dove oggi sorge il santuario di Madonna delle Finestre, sopra San Martino in Vesubia, i ponti del Souffiet e di Burga, di indubbia architettura romana (la loro costruzione risale intorno al periodo dei Flavi) e tutt'oggi in uso, provano alla evidenza che la zona di Entracque era luogo di transito e di contatto tra le popolazioni della costa ligure.
Il cristianesimo penetrò per tempo in queste zone, intorno al 250, con i monaci di San Colombano; in seguito, nel 600, arrivarono a Borgo i primi benedettini. Che le zone del Gesso siano state bonificate dai religiosi di san Benedetto è storico: ancora oggi tutti i parroci della Valle (Andonno, Roccavione, Roaschia, Valdieri, Entracque) hanno il titolo di "Priore". L'ordine benedettino, che ebbe tanta importanza storica, religiosa e sociale, provvedeva, dove arrivava, ad ogni necessità, insegnando a coltivare la terra, regolare le acque, sviluppare varie arti, creando spesso intorno ad ogni monastero centri di vita e difendendo, nei momenti difficili, i popoli oppressi.
Secondo una tradizione locale il borgo "Autarì" sarebbe stato il primo centro abitato, occorre precisare che le costruzioni più antiche, di cui si ha notizia sono situate in località cosiddetta "Ciastlas", alle spalle dell'attuale chiesa Parrocchiale, mentre i borghi "Pascher", luogo dove si radunavano i capi di bestiame affidati al vaccaro o al pastore comune per il pascolo, e "Chiapera", cumuli di sassi, si sarebbero aggiunti più tardi nel Medio Evo. Dopo il mille i Benedettini lasciarono Entracque (nessun documento ne ricorda l'anno e tanto meno i motivi), le loro proprietà passarono così sotto il dominio temporale del Vescovo di Asti, che è Abate Commendatario di Borgo San Dalmazzo. Sappiamo poi che i signori di Entracque nel 1198 concorsero alla fondazione di Cuneo e ne ebbero il diritto di cittadinanza.
Nel XIII secolo, dopo un breve dominio del marchese di Saluzzo, Entracque e la Valle Gesso sono parte della Contea eretta in Piemonte dalla Casa degli Angiò.
Probabilmente Entracque, alla data del riconoscimento dei diritti feudali, inizi del XIV secolo, è già eretta in Comune autonomo con una sua propria amministrazione. Nel 1372 il Conte Amedeo VI di Savoia, detto il Conte Verde, cede Entracque e la Valle Gesso al Marchese Carlo di Ceva. Nel secolo successivo controversie distrettuali impegnarono Entracque e i vicini Comuni di Valdieri, Andonno, Roccavione e Borgo San Dalmazzo a difendere i propri diritti di autonomia e libertà da attacchi e rivendicazioni militari, territoriali, politiche e amministrative, portati loro dalla Città di Cuneo. Nel 1424, con 101 fuochi (famiglie) e 500 abitanti, Entracque è il paese più densamente popolato della castellania di Borgo, superato soltanto nel 1443 da Borgo stesso.
I Valdesi, verso fine secolo, si erano infiltrati nella popolazione particolarmente al borgo Pascher.
Fu forse in questi anni o nel successivo periodo della Riforma che sono nate "Le Parlate" rappresentazione della Passione e Morte di Cristo che ancora oggi, interpretate da attori del luogo, rivivono, ogni cinque anni, nella tradizione folkloristica del paese. Nel 1561 gli abitanti della contrada di Entracque erano circa 1700 e, dieci anni più tardi, circa 1800. È in questi anni del Cinquecento- Seicento che sono sorte le diverse Cappelle che brevemente ricordiamo: la Confraternita di Santa Croce, la Cappella della Madonna del Bealetto, la Cappella di S. Rocco, la Cappella di S. Antonio da Padova, la Cappella della Visitazione di Maria Vergine al Cornaletto, la Cappella di S. Giovanni Battista, la Cappella di S. Lucia, la Cappella della Trinità, ancora oggi esistenti e la Confraternita della Misericordia, la Cappella di S. Pietro in Vincoli, la Cappella dello Spirito Santo, abbandonate, in rovina o destinate ad altri usi. Il Santuario di Nostra Signora delle Finestre, come già ricordato, appartenente ad Entracque fino al 1947, fu costruito, secondo un'antica tradizione, per ricovero di viaggiatori e commercianti, dall'Ordine Militare dei Templari.
La chiesa di Sant'Antonino Martire sorta sulle rovine del castello signorile e divenuta in seguito, nel 1673, Parrocchia secondo gli statuti del Concilio di Trento, risale molto probabilmente agli inizi degli anni mille: la troviamo menzionata una prima volta nel 1246 in una bolla di papa Innocenzo IV, e annoverata tra i possessi dell'Abazia di Borgo. La stessa bolla ricorda l'Ospedale di Noceto o Neyereto con la Cappella - Ricovero di S. Giacomo officiata fino al 1882, quando furono trasformati in caserma estiva dei Carabinieri a servizio della Casa Reale. Fino al 1817, anno in cui fu creata la Diocesi di Cuneo, Entracque appartenne sempre, come risulta da una bolla di papa Clemente X, alla diocesi di Mondovì. Nel 1619 abbiamo una novità importante: il Duca Carlo Emanuele I di Savoia, Serenissimo Principe Cardinale e Vicario perpetuo del Sacro Romano Impero, il 10 giugno, erige il Comune in Marchesato e lo infeuda al conte Carlo Solaro di Moretta suo Gran Scudiere.
Gli Entracquesi non sono molto soddisfatti del nuovo signore tanto che oppongono una formale protesta conservata nell'archivio comunale. Dal Conte Carlo Solaro di Moretta gli Amministratori del luogo ebbero ad acquistare i diritti, per usi civici, del territorio e delle acque. Nel 1628 il paese passa ad un altro signore perché il Conte Carlo Solaro di Moretta lo dona con titolo di Marchese al conte Arduino Valperga di Rivara e nel 1631, il 12 dicembre, viene investito signore del paese il conte D. Federico Tana che ha sposato Maria, figlia del conte Arduino Valperga. Nel 1688 da Vittorio Emanuele I di Savoia ebbe la concessione dello stemma civico con il motto Propitiis astris.

### Dal '700 a oggi
Il Settecento è tempo di guerra. Le zone di valico dell'Alta Valle Gesso e delle Valli confinanti, Vermenagna e Stura, furono teatro, prima, del conflitto franco-spagnolo, e poi, della guerra per la successione austriaca.
Nel 1708 con il pagamento di 1.500 ducati gli Entracquesi ebbero per decreto di Anna di Orléans, duchessa di Savoia il diritto di eleggersi i propri sindaci.
Nel 1716 Entracque conta 600 famiglie, 2700 anime. 

Nel luglio del 1789 scoppia la rivoluzione francese e nel 1793 le regie truppe del Duca di Aosta, divenuto poi re Vittorio Emanuele I, stabiliscono per due mesi il quartier generale ad Entracque.
Truppe francesi dal nizzardo entrano in Piemonte nel 1798 e truppe Savoiarde passano e ripassano in questi anni dal Colle del Sabbione e dal colle delle Finestre.
L'insediamento dei francesi è duramente contrastato da bande locali sorte con buoni ideali di libertà ed indipendenza ma ben presto inquinate da facinorosi e scapestrati.
Ad Entracque due mali sembrano preoccupare in modo particolare l'autorità francese: il contrabbando del sale e tabacco e la presenza di delinquenti che vengono comunemente detti "Barbetti".
Nulla di veramente importante da segnalare sotto l'impero napoleonico: Entracque, incorporata alla Francia, come del resto quasi tutto il Piemonte e viene assegnata al Dipartimento della Stura.
Nell'anno 1810 si provvede alla costruzione della nuova gradinata della chiesa Parrocchiale e si impianta l'acquedotto; per l'occasione la secolare fontana ottagonale in piazza del Municipio, che reca la data 1565, viene spostata e sistemata in luogo più comodo. Nel 1813 si contano circa 650 famiglie e 3 000 persone.
Con la Restaurazione (1814, caduta dell'impero napoleonico) e al grido: "Viva il nostro Re di Sardegna", si ritorna, con grande sollievo per le popolazioni locali, al vecchio regime amministrativo e politico.
Nel 1820-1825 si costruisce il nuovo cimitero.
Nel 1830, su disegno dell'architetto Gioachino Rossi di Andonno, si costruisce il Palazzo Comunale; Michele Grosso, con testamento, lega lire 3.000 per l'erezione e manutenzione di un Ospedale per i poveri e gl'infermi, l'attuale Centro Socio Assistenziale San Michele, la cui costruzione ha inizio nel 1834.
Nel 1850 si ricostruisce, in collaborazione con il comune di Valdieri, dopo lunghi rapporti epistolari e discussioni sulla scelta del luogo, il ponte di Marmorere, comunemente detto Ponte Rosso, distrutto da piogge torrenziali.
Verso la metà del secolo Entracque è un pulsante centro di attività: cinquanta lanifici danno lavoro a 300 operai, senza contare le donne occupate a filare la lana a mano; vi si fabbricano drappi e panni a vari colori; la produzione ascende a 3000 pezze l'anno.
La lana viene importata dalla vicina Briga del contado di Nizza e soprattutto dalla francese Marsiglia.
Due sono le scuole ad Entracque: una di italiano ed aritmetica, l'altra di latino.
Dal 1855 i Reali di Casa Savoia passarono per le contrade di Valdieri ed Entracque diverse volte. Le popolazioni locali, a riconoscenza, deliberarono, tramite i loro amministratori, di concedere a Vittorio Emanuele II, re di Sardegna e più tardi, 1861, primo re d'Italia, i diritti esclusivi di caccia e pesca su parte del territorio comunale, diritti che vennero confermati a re Umberto I e a re Vittorio Emanuele III. Dopo la caduta della monarchia, la Riserva di caccia e pesca venne gestita congiuntamente dalla Provincia e dalla Camera di Commercio di Cuneo e dai comuni interessati, tramite il Consorzio di Caccia ex Riserva Reale Valdieri-Entracque costituitosi nel 1953 e con sede in Cuneo. Nel 1982 con Legge Regionale viene istituito con sede in Valdieri il Parco Naturale dell'Argentera in seguito denominato Parco naturale delle Alpi Marittime.
Negli anni 1859-1861 per il trattato concluso tra Italia e Francia, e a seguito dell'intervento dell'imperatore Napoleone III a fianco di Vittorio Emanuele II per liberare la Lombardia e il Veneto dal dominio degli Asburgo, mentre a questa si cede la Savoia e l'antica Contea di Nizza, il confine comunale di Entracque viene ampliato a comprendere ora anche l'alta Valle Vesubia con il santuario di Madonna delle Finestre e l'alta Valle Gordolasca con il piccolo Santuario di S. Grato.
Gli inizi del XX secolo sono un momento difficile per Entracque.
Dopo il primo conflitto mondiale la popolazione ad Entracque è prevalentemente agricola, pochi artigiani e bottegai, le fabbriche di drappi e panni sono inattive e molti, non trovando lavoro, sono costretti all'emigrazione. La produzione più notevole è quella delle patate che si aggira intorno ai 20.000 quintali.
Scoppia la seconda guerra mondiale ed Entracque è teatro di movimenti italiani e tedeschi, ma soprattutto luogo di passaggio di molti ebrei che cercano scampo e protezione dalla ferocia nazifascista. Si formano anche le prime bande partigiane che molto hanno contribuito alla liberazione dall'oppressore di tutta la zona circostante e di Cuneo. Il conflitto ha ridotto il territorio di questa cittadina di pascoli e boschi reincorporati alla Francia nel 1947 a seguito del trattato di pace, inclusa la frazione di Ciriegia (oggi Le Boréon) nell'alta val Vesubia.
Il bilancio di una guerra, come sempre è tragico: diversi caduti civili, militari e partigiani sono ricordati sui numerosi cippi disseminati in Valle, e, non ultimi, i 24 cittadini, Alpini della Cuneense, dispersi sul Fronte Russo nel gennaio del 1943.
Nel periodo post-bellico, un'ondata di emigrazione, alla ricerca di nuove attività e lavoro, ha portato molti Entracquesi nel mondo.
Negli anni successivi l'Enel ha iniziato la costruzione delle dighe della Piastra, entrata in funzione nel 1965, e del Chiotas entrata in funzione nel 1980 (quest'ultima rimane l'impianto idroelettrico più potente in Italia).
Più recente è lo sviluppo turistico sia invernale che estivo, favorito appunto dallo splendido scenario naturale ed ambientale di questo angolo delle Alpi Marittime.

### Simboli
Il comune utilizza uno stemma d'azzurro, alla stella d'argento di otto raggi. Motto: Propitiis astris. Lo stemma risale al XVII secolo ed è descritto con qualche variante nella Bibliografia storica degli Stati della monarchia di Savoia del 1893: «D'azzurro, alla stella (8) d'oro. Motto: Faventibus astris (Cons. 1613)».

## Società

### Evoluzione demografica
Abitanti censiti

### Etnie e minoranze straniere
Secondo i dati Istat al 31 dicembre 2017, i cittadini stranieri residenti ad Entraque sono 116, così suddivisi per nazionalità, elencando per le presenze più significative:
1. Nigeria, 20

## Geografia antropica

### Frazioni
- San Giacomo (Grella, Tanasso, ex Casa di Caccia, ex Caserma)
- Esterate (Airetta, Fumel, Ciglia, Ambrin, Salmet Sottano, Salmet Soprano, Ciambet, Jose)
- Trinità (Traversa, Prer, Porcera)[11]
- Santa Lucia (Colletta Sottana, Colletta Soprana, Dietro Colletto)
- Piano (Tetti Rim, Long, Miclot, Patrunet, Perulet)
- Rovine (Ciamus, Patron, Gargetti)

## Economia
Fin dal passato l'acqua ha sostenuto in vario modo l'economia di Entracque: già nel seicento lo sfruttamento del torrente Gesso e del rio Busset permise il funzionamento di mulini e delle fabbriche di drappi, consentendo un buon sviluppo dell'attività tessile. Un segno tangibile di questo storico rapporto tra gli entracquesi e l'acqua è sicuramente dato dalla generosa presenza di fontane, la cui forma si ispira ad un modello diffuso nelle Alpi Marittime nel periodo medievale. Poste sempre in posizioni centrali, nelle piazze o comunque in luoghi accessibili e visibili a tutti e come luogo di incontro e di socialità.
Prima di approdare al turismo, Entracque è stato un comune la cui economia si appoggiava prevalentemente sull'agricoltura di montagna. Tuttavia tra il XVIII e il XIX secolo si assiste allo sviluppo dell'industria tessile con l'apertura di laboratori all'interno del comune: motivo per il quale si registra un forte incremento demografico. Con l'avvento dell'industria moderna, il conseguente abbandono degli opifici e l'istituzione della Riserva Reale di Caccia, Entracque iniziò lo sviluppo turistico. Oggi il turismo si basa soprattutto sulla vicinanza al Parco delle Alpi Marittime oltre che a strutture per la pratica di diversi sport come lo sci. Infine Entracque è nota per la produzione della patata DOP.

### Turismo
Entracque è prima di tutto una stazione di villeggiatura estiva. Grazie alla bassa quota il paese è meta di turisti di qualunque fascia di età. La creazione del Parco delle Alpi Marittime (inizialmente Parco dell'Argentera) ha inoltre consentito di sviluppare maggiormente il flusso turistico degli amanti della montagna, infatti Entracque è particolarmente attrezzata per l'escursionismo alpino, grazie ad un'articolata distribuzione di rifugi, campeggi e alberghi, collegati da una rete di sentieri di varia difficoltà. Lo sguardo al crinale corre tra cime che superano i tremila metri: Clapier, Gelas, Maledia, Argentera sono montagne di grande soddisfazione alpinistica, scalate già nell’Ottocento da noti alpinisti come Victor de Cessole, William Auguste Coolidge e Christian Almer.

## Cultura

### Entracque e il cinema
Nel novembre 2006 tutto il paese è stato trasformato in set cinematografico per la pellicola di produzione americana Inkheart che annovera, tra i protagonisti, Brendan Fraser e il premio Oscar Helen Mirren.
A metà ottobre 2011 sono state girate in Valle Gesso alcune scene del film Cosimo e Nicole diretto da Francesco Amato.

## Amministrazione

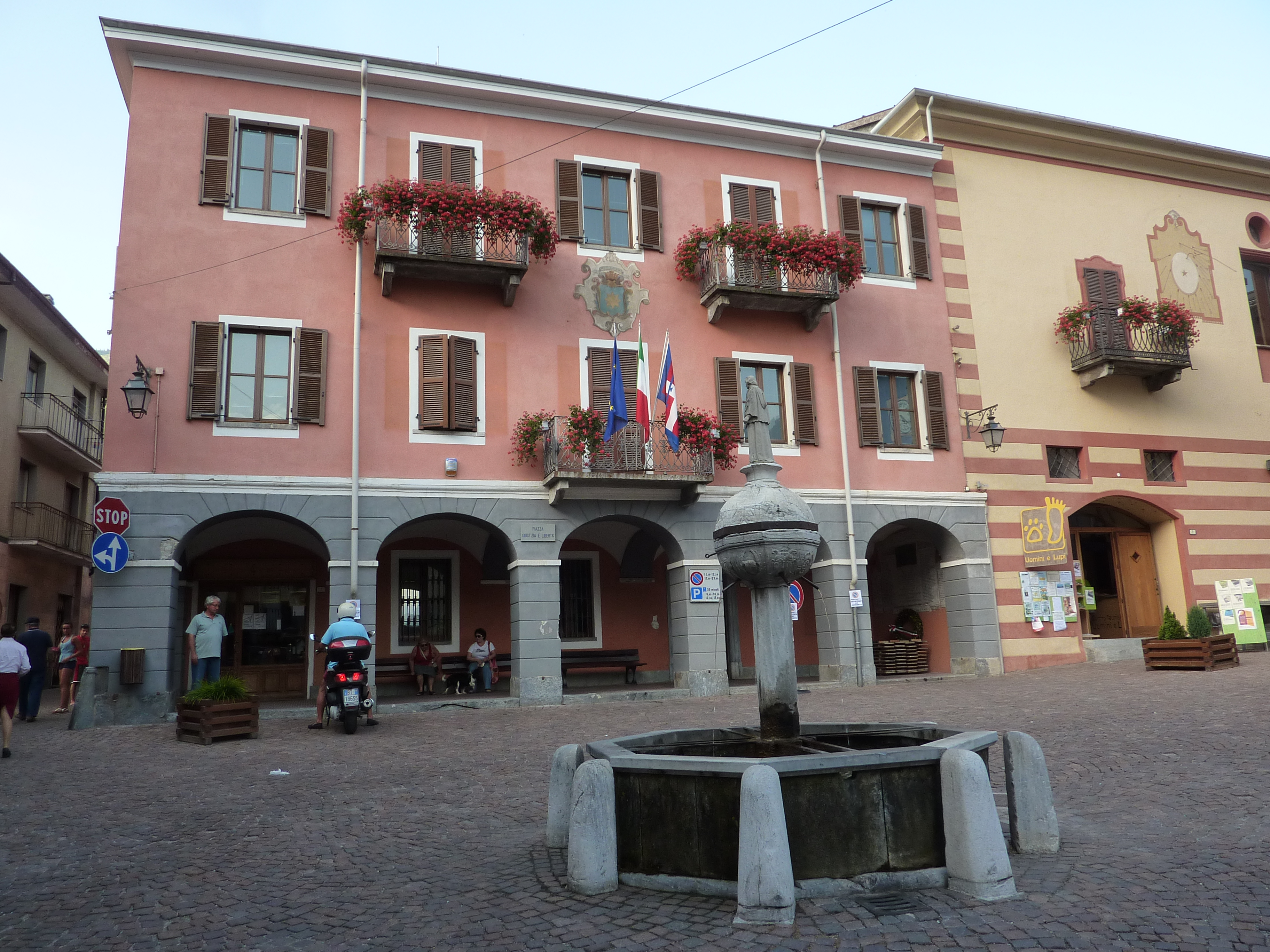
Municipio

Di seguito è presentata una tabella relativa alle amministrazioni che si sono succedute in questo comune.
| Periodo        | Periodo        | Primo cittadino           | Partito                         | Carica  | Note   |
| -------------- | -------------- | ------------------------- | ------------------------------- | ------- | ------ |
| 7 luglio 1988  | 7 giugno 1993  | Gian Pietro Matteo Pepino | -                               | Sindaco | [ 12 ] |
| 7 giugno 1993  | 28 aprile 1997 | Gian Pietro Matteo Pepino | -                               | Sindaco | [ 12 ] |
| 28 aprile 1997 | 14 maggio 2001 | Gian Pietro Matteo Pepino | -                               | Sindaco | [ 12 ] |
| 14 maggio 2001 | 30 maggio 2006 | Roberto Gosso             | -                               | Sindaco | [ 12 ] |
| 30 maggio 2006 | 16 maggio 2011 | Roberto Gosso             | lista civica                    | Sindaco | [ 12 ] |
| 16 maggio 2011 | 5 giugno 2016  | Gian Pietro Matteo Pepino | lista civica: lavoriamo insieme | Sindaco | [ 12 ] |
| 5 giugno 2016  | in carica      | Gian Pietro Matteo Pepino | lista civica: lavoriamo insieme | Sindaco | [ 12 ] |

## Sport

### Sci alpino
Entracque è stazione sciistica fin dai primi anni '60 con lo sviluppo delle piste da discesa sulle pendici del monte Viver, subito fuori dal paese, con la costruzione della sciovia successivamente denominata "Piccola" alla quale viene in seguito affiancata, sulla stessa linea ma con termine del percorso a una quota superiore, la sciovia "Grande". Nella seconda metà degli anni '70, con il boom turistico della zona, si aggiungono due nuovi skilift: la sciovia "Baby" e la sciovia "Santa Lucia" (quest'ultima sul versante est del monte Viver). Negli anni novanta, per termine della "vita" tecnica, le sciovie "Baby" e "Piccola" vengono sostituite da due nuovi skilift e, contestualmente, la maggior parte delle piste viene dotata di un impianto per l'innevamento artificiale. Nel 2006, la proprietà degli impianti passa al Comune che, grazie ai finanziamenti legati ai Giochi Olimpici Torino 2006, razionalizza l'area sostituendo le sciovie "Piccola" e "Grande" con una seggiovia. La sciovia "Santa Lucia", chiusa anch'essa per termine vita tecnica nel 2006, è stata sostituita da un nuovo skilift. A dispetto della bassa quota delle piste (900-1200 metri s.l.m.), la stazione offre una stagione "media" da dicembre a marzo grazie all'ottima esposizione delle piste.

### Sci nordico
Per quel che riguarda lo sci nordico, Entracque inizia ad attrezzarsi all'inizio degli anni '80, con la creazione, da parte del Comune, del Centro Sci di Fondo del Gelas. Ma è a partire dagli anni '90 che il comprensorio acquista importanza in Italia ospitando diverse gare di rilevanza nazionale e internazionale. Oggi il comprensorio è composto da circa 30 chilometri di piste (alcune delle quali omologate per ospitare ogni tipo di competizione), in parte innevati artificialmente. Il Centro è inoltre dotato di centro sportivo polivalente con palestra e piscina. È inoltre, da qualche anno, in stato di progetto avanzato l'espansione del comprensorio in zona Esterate (un altopiano sopra la piana del comprensorio attuale) che consentirà una stagione decisamente più lunga grazie alla quota e all'esposizione delle nuove piste.

### MTB
Per gli amanti delle ruote grasse Entracque offre diverse possibilità con tracciati adatti a tutte le esigenze, dai biker più esperti a i neofiti o alle famiglie. Dal 2008 è presente una scuola di MTB con istruttori ed accompagnatori cicloturistici.

### Bouldering
Sui massi del vallone di San Giacomo sono tracciate più di 500 linee. In termini di difficoltà si devono a Christian Core (atleta delle Fiamme oro, campione del Mondo di boulder) i passaggi di maggior difficoltà, nel settore Bellerofonte (Tetti Tanasso), molto tentato e mai ripetuto nella sua versione integrale.

## Rifugi alpini
- Rifugio Escursionistico San Giacomo di Entracque - 1250 m[13]
- Rifugio Soria Ellena - 1840 m
- Rifugio Genova-Figari - 2020 m
- Rifugio Federici Marchesini (Pagarì) - 2650 m
- Bivacco Franco, Giorgio, Lorenzo al Baus - 2630 m
- Bivacco Moncalieri - 2710 m